# Serpil
Serpil ist ein türkischer weiblicher Vorname mit der Bedeutung „Werde groß! Wachse! Gedeihe!“

## Namensträgerinnen
- Serpil Güvenç (* 1948), türkische Autorin, Übersetzerin und Politikerin
- Serpil Kemalbay, türkische Politikerin
- Serpil Midyatli (* 1975), deutsche Politikerin (SPD)
- Serpil Pak (1963/64–2021), deutsch-türkische Schauspielerin und Kabarettistin
- Serpil Turhan (* 1979), deutsche Schauspielerin und Regisseurin